# Georg Dascher
Georg Dascher (Darmstadt, 27 de junio de 1911-25 de noviembre de 1944) fue un jugador de balonmano y teniente alemán. Fue un componente de la Selección de balonmano de Alemania.
Con la selección logró la medalla de oro en los Juegos Olímpicos de Berlín 1936, los primeros con el balonmano como deporte olímpico.
Fue un teniente alemán durante la Segunda Guerra Mundial y murió en 1944 tras caer en manos del frente occidental.